# باربارا کیاپینی
باربارا کیاپینی (ایتالیایی: Barbara Chiappini؛ زادهٔ ۲ نوامبر ۱۹۷۴) شوگرل، مدل، هنرپیشه، شخصیت تلویزیونی اهل ایتالیا است. وی دانش‌آموختۀ ویلون‌نوازی در کنسرواتوار پیاچنزا شهر است.
از فیلم‌ها یا مجموعه‌های تلویزیونی که وی در آن‌ها نقش داشته‌است، می‌توان به پاپاراتزی اشاره نمود.